# Jerry Houser
Jerry Houser est un acteur américain né le 14 juillet 1952 à Los Angeles, Californie (États-Unis).

## Filmographie
- 1971 : Un été 42 (Summer of '42) : Oscy
- 1972 : Les rebelles viennent de l'enfer (Bad Company) : Arthur Simms
- 1973 : Class of '44 (en) de Paul Bogart : Oscy
- 1975 : We'll Get By (série télévisée) : Muff Platt
- 1977 : La Castagne (Slap Shot) : Dave 'Killer' Carlson
- 1978 : Magic : Cab driver
- 1978 : Greatest Heroes of the Bible (feuilleton TV) : Zaccor
- 1979 : S.O.S. Titanic (TV) : Daniel Marvin
- 1980 : Comme au bon vieux temps (Seems Like Old Times) de Jay Sandrich  : Gas station attendant #1
- 1981 : Years of the Beast : Gary Reed
- 1981 : The Brady Brides (série télévisée) : Wally Logan
- 1981 : The Brady Girls Get Married (TV) : Wally Logan
- 1981 : Miracle on Ice (TV) : Les Auge
- 1981 : Les Schtroumpfs ("The Smurfs") (série télévisée) : Additional Voices (voix)
- 1982 : Forbidden Love (TV) : Warren
- 1983 : The Prosecutor (vidéo)
- 1983 : The Biskitts (série télévisée) : Shiner (voix)
- 1984 : The Hoboken Chicken Emergency (TV)
- 1984 : Transformers (série télévisée) : Sandstorm (voix)
- 1985 : Bigfoot and the Muscle Machines (vidéo) (voix)
- 1985 : The Fourth Wise Man (pt) (TV) : Peter
- 1985 : G.I. Joe (série télévisée) : Sci-Fi (voix)
- 1986 : Star Fairies (série télévisée) : Giggleby (voix)
- 1986 : The Adventures of McGee and Me (série télévisée) : Phillip 'Phil' Monroe Sr. (Episode #10)
- 1986 : G.I. Joe: Arise, Serpentor, Arise! (TV) : Sci-Fi (voix)
- 1987 : Scooby-Doo Meets the Boo Brothers (TV) : Meako (voix)
- 1988 : Scooby-Doo : Agence Toutou Risques (A Pup Named Scooby-Doo) (série télévisée) : Additional Voices (voix)
- 1988 : A Very Brady Christmas (TV) : Wally Logan
- 1990 : The Bradys (en) (série télévisée) : Wally Logan
- 1990 : Super Baloo (TaleSpin) (série télévisée) : Additional Voices (voix)
- 1990 : Zazoo U (série télévisée) : Grizzle (voix)
- 1990 : G.I. Joe (série télévisée) : Sci-Fi (voix)
- 1991 : K-9000 (TV) : The Voice of Niner (voix)
- 1991 : Another You : Tim
- 1992 : Aladdin : Additional Voices (voix)
- 1993 : Nick and Noel (TV) : Nick
- 1993 : I Yabba-Dabba Do! (TV) : Bamm-Bamm Rubble (voix)
- 1993 : Hollyrock-a-Bye Baby (TV) : Bamm-Bamm Rubble (voix)
- 1997 : A Christmas Carol (en) (voix)
- 1997 : Annabelle : un amour de petite vache : Slim (voix)
- 2002 : Answer (vidéo) : Mark's father
- 2003 : Le Petit Monde de Charlotte 2 (Charlotte's Web 2: Wilbur's Great Adventure) (vidéo) : Mr. Zuckerman (voix)